# Zoey 102
Zoey 102 es una película de comedia romántica estadounidense de 2023, dirigida por Nancy Hower. La película es una secuela de la famosa serie de Nickelodeon, Zoey 101, y cuenta con muchos de sus miembros del reparto, incluidos Jamie Lynn Spears, Erin Sanders, Sean Flynn, Matthew Underwood y Christopher Massey. El 27 de julio de 2023, fue lanzada a través de la plataforma de streaming Paramount+.

## Argumento
Zoey Brooks, que ahora tiene 30 años y es una productora de televisión en apuros para una serie de telerrealidad llamada LOVE: Fully Charged, su mejor amiga Quinn Pensky le pide que sea la dama de honor en la próxima boda de ella y Logan Reese, que está programada para el mismo fin de semana que el rodaje del final de temporada de LOVE: Fully Charged. Exacerbando aún más esto es el hecho de que Zoey todavía tiene sentimientos reprimidos por el padrino de boda, Chase Matthews, a quien no ha visto ni hablado desde que lo abandonó en unas vacaciones en Hawái justo después de la escuela secundaria. Esto llevó a su ruptura y Chase ahora tiene una nueva novia. Zoey diseña un elaborado plan para asistir a la boda y trabajar en el final, y también contrata a Todd Schupert, un actor que audicionó para LOVE: Fully Charged, para que se haga pasar por su novio.
Al día siguiente, en la recepción, Zoey se reúne con la mayoría de sus amigos; Quinn, ahora una inventora exitosa, Logan, que ha heredado la fortuna de su padre, Stacey Dillsen, productora de un popular pódcast sobre asesinatos, Mark Del Figgalo, el esposo y productor de campo de Stacey, Michael Barrett, un exitoso productor de rap, y Chase, profesor de primaria. Después de atender a Jordan B., uno de los finalistas de LOVE: Fully Charged, Zoey regresa a la recepción más tarde en la noche y encuentra a Quinn aislándose, quien revela que se siente nerviosa por la boda y que solo la llevará a cabo para complacer a Logan. Todo el grupo decide salir a un bar de karaoke para reconectar y desestresarse antes del ensayo de la boda del día siguiente. Se produce un enfrentamiento entre Todd y Chase, este último afirma que ha superado a Zoey y ha seguido adelante.
Al día siguiente, Todd observa a Jordan para que Zoey pueda asistir al ensayo, pero Jordan termina con amnesia por una lesión en la cabeza y olvida todas sus líneas para el final de LOVE: Fully Charged. Llega el día de la boda y el final, y Zoey va a recoger los anillos de boda, Chase se une a ella sin darse cuenta. Zoey y Chase son reacios a relacionarse entre sí al principio, pero después de que los trabajadores de la tienda de anillos los presionaron para que se besaran (quienes los confundieron con Quinn y Logan), se encariñan. Zoey se disculpa con Chase por dejarlo y revela que su razón para hacerlo fue porque tenía miedo de que las cosas entre ellos volvieran a estallar en llamas, como siempre lo habían hecho, y admite que todavía siente algo por él después de todo este tiempo. Luego, los dos comparten otro beso.
En el camino de regreso a la boda, el vehículo autónomo de Zoey se vara y queda a un costado de la carretera, lo que los obliga a ella y a Chase a continuar a pie. Llegan justo a tiempo y comienza la ceremonia, al igual que el final de LOVE: Fully Charged, Zoey cumple simultáneamente con sus deberes de dama de honor y transmite líneas a Jordan a través de su teléfono y auriculares inalámbricos. Mientras da el discurso de bienvenida, Stacey recibe una pista que coloca a Todd como un asesino, y Zoey termina confundida y le da a Jordan las líneas equivocadas, y como resultado, el final se arruina. Luego, Zoey admite a todos que está trabajando y que Todd no es su novio (ni un asesino) y en realidad es un actor, y Quinn, harta de la deshonestidad de Zoey y la preferencia de Logan de hacer de la boda un espectáculo en lugar de hacerlo significativo, cancela la ceremonia y sale corriendo. La boda también se arruina, Todd se va y Zoey es despedida por arruinar el final de LOVE: Fully Charged.
Más tarde, Zoey y Chase se encuentran en una playa, este último revela que él y su novia en realidad se separaron hace semanas y que ella solo lo acompañó a la boda para que no estuviera solo. Luego, Zoey descubre cómo arreglar todo y lleva a todo el grupo de regreso a su antigua escuela, Pacific Coast Academy (que ahora está abandonada después de haber sido cerrada años antes), donde arreglan el lugar. Logan se disculpa con Quinn y la convence de regresar a PCA con él, donde el grupo ha establecido un lugar de boda informal para oficiar el matrimonio de Quinn y Logan. Más tarde, Zoey recibe una llamada de su jefe, quien le dice que el final de LOVE: Fully Charged en realidad terminó siendo un gran éxito y le ofrece un ascenso, que ella acepta (con algo de extorsión, incluso dándole a Todd un papel en el programa). Ella y Chase luego bailan juntos y se profesan su amor antes de darse un beso.
Después de la ceremonia, Stacey y Mark se disculpan con Todd por acusarlo falsamente de ser un asesino en serie, pero se demuestra que su acusación en realidad era correcta, ya que se muestra que Todd tiene a una persona dentro de una bolsa para cadáveres en la cajuela de su auto.

## Reparto
- Jamie Lynn Spears como Zoey Brooks
- Erin Sanders como Quinn Pensky Reese
- Sean Flynn como Chase Matthews
- Matthew Underwood como Logan Reese
- Christopher Massey como Michael Barret
- Abby Wilde como Stacy Dillsen
- Jack Salvatore Jr. como Mark Del Figgalo
- Owen Thiele como Archer March
- Thomas Lennon como Kelly Kevyn
- Dean Geyer como Todd
- Audrey Whitby como Lyric Reese

## Producción
El 12 de enero de 2023, se anunció que Paramount+ estaba produciendo una nueva película para Zoey 101, con Nancy Hower como directora y un guion escrito por Monica Sherer y Madeline Whitby. Jamie Lynn Spears publicó una foto en Instagram y reveló que volvería a interpretar su papel de Zoey, junto con la mayoría del elenco también. Además, se anunció que Spears también se desempeñaría como productora ejecutiva, junto con Alexis Fisher, Hower, Sherer y Whitby, mientras que Shauna Phelan y Zack Olin serían los productores.
En un comunicado, Spears dijo: «Estoy más que encantada de estar de vuelta junto a mi familia de PCA y continuar la historia de Zoey y todos los personajes que los fans conocen y aman. Como productora ejecutiva, ha sido una gran oportunidad trabajar con un talento tan increíble, así como con Paramount+ y Nickelodeon.»
La fotografía principal tuvo lugar en Wilmington, Carolina del Norte, y algunos lugares incluyeron la Universidad de Carolina del Norte en Wilmington y Perry's Emporium.
El primer tráiler se lanzó el 20 de junio de 2023 y posteriormente la película se estrenaría el 27 de julio.

## Recepción de la crítica
La película recibió críticas mixtas de críticos y seguidores. Billboard lo llamó una "secuela muy esperada", mientras que Ready Steady Cut elogió la película como "un reloj nostálgico y divertido, agradable para los fanáticos originales y los recién llegados a la serie". La revista People calificó el papel de Jamie Spears como Zoey Brooks como "icónico".  En el agregador de reseñas Rotten Tomatoes, reportó un índice de aprobación del 60% basado en reseñas de 5 críticos, con una calificación promedio de 5.00/10.